# Zygiella kirgisica
Zygiella kirgisica is een spinnensoort uit de familie van de Phonognathidae.
De wetenschappelijke naam van de soort werd in 1974 gepubliceerd door Bakhvalov.